# Scotura nigricaput
Scotura nigricaput är en fjärilsart som beskrevs av Paul Dognin 1923. Scotura nigricaput ingår i släktet Scotura och familjen tandspinnare. Inga underarter finns listade.